# Солунсков, Степан Михайлович
Степан Михайлович Солунсков (1 [13] января 1868 — 1941, Бельгия) — русский военачальник, генерал-майор, герой Первой мировой войны. Участник Белого движения на Юге России.

## Биография
Из потомственных дворян Области Войска Донского. Казак станицы Новочеркасской той же области.
Окончил Михайловский Воронежский кадетский корпус (1885) и Михайловское артиллерийское училище (1888), откуда выпущен был хорунжим в 6-ю Донскую казачью батарею. Произведен в сотники 11 августа 1890 года.
26 октября 1895 года переведен в 23-ю артиллерийскую бригаду с переименованием в поручики, 28 июля 1896 года произведен в штабс-капитаны. 28 апреля 1897 года переведен офицером для усиления в Главный штаб, состоял младшим помощником столоначальника Главного штаба. 5 октября 1898 года переведен в 1-ю гренадерскую артиллерийскую бригаду с отчислением от должности.
В 1900 году окончил Николаевскую академию Генерального штаба по 1-му разряду и 24 мая того же года был произведен в капитаны «за отличные успехи в науках». 26 ноября 1900 года переведен в Генеральный штаб с назначением помощником старшего адъютанта штаба Приамурского военного округа. Участвовал в китайской кампании 1900—1901 годов. В 1902—1903 годах отбывал цензовое командование ротой в 20-м Восточно-Сибирском стрелковом полку. 16 ноября 1903 года назначен старшим адъютантом военной канцелярии при военном губернаторе Приморской области, 6 декабря того же года произведен в подполковники.
С началом русско-японской войны, 13 мая 1904 года назначен правителем канцелярии окружного управления военных сообщений театра войны Маньчжурской армии. С 24 ноября 1906 года был прикомандирован к Главному управлению Генерального штаба. Произведен в полковники 6 декабря 1907 года. 26 февраля 1908 года назначен штаб-офицером при управлении 49-й пехотной резервной бригады, а 16 декабря того же года — штаб-офицером при управлении 60-й пехотной резервной бригады. В 1908 году отбывал цензовое командование батальоном в лейб-гвардии Семеновском полку. 18 августа 1910 года зачислен в запас Генерального штаба по случаю оставления за штатом, 4 ноября того же года определен на службу в Генеральный штаб с назначением начальником штаба 14-й пехотной дивизии.
16 января 1914 года назначен командиром 3-го стрелкового полка, с которым и вступил в Первую мировую войну. Пожалован Георгиевским оружием
За то, что 28 сентября 1914 года, после переправы корпуса на левый берег Вислы, весь день сдерживал яростные атаки немцев, угрожавшие обходом его фланга. 29 сентября 1914 года утром, несмотря на то, что немцы теснили и наседали на его отряд, отошел на переправу лишь по приказанию, исполнив этот отход в полном порядке под сильным ружейным и артиллерийским огнем, при чем лично подавал пример мужества и спокойствия подчиненным ему чинам.
1 мая 1915 года произведен в генерал-майоры «за отличия в делах против неприятеля». 25 августа 1915 года назначен командиром бригады 46-й пехотной дивизии, затем был командиром бригады 17-й пехотной дивизии. 27 октября 1915 года назначен начальником штаба 33-го армейского корпуса, 15 мая 1916 года — начальником штаба 45-го армейского корпуса, а 13 апреля 1917 года — командующим 124-й пехотной дивизией.
В Гражданскую войну участвовал в Белом движении на Юге России. В 1918—1919 годах был начальником военных сообщений Донской армии. В 1919 году назначен начальником штаба Астраханского казачьего войска, 8 февраля 1920 года зачислен в резерв чинов при штабе Главнокомандующего ВСЮР.
В эмиграции в Бельгии. Умер в 1941 году.

## Награды
- Орден Святого Владимира 4-й ст. с мечами и бантом (ВП 3.03.1901)
- Орден Святого Станислава 2-й ст. с мечами (ВП 6.08.1902)
- Орден Святой Анны 2-й ст. (ВП 18.12.1905)
- Орден Святого Владимира 3-й ст. (ВП 5.03.1913)
- мечи к ордену Св. Владимира 3-й ст. (ВП 31.01.1915)
- Георгиевское оружие (ВП 11.03.1915)
- мечи к ордену Св. Анны 2-й ст. (ВП 3.11.1915)
- Орден Святого Станислава 1-й ст. с мечами (ВП 12.11.1915)
- Орден Святой Анны 1-й ст. с мечами (ВП 23.10.1916)